# 운봉 (영화)
《운봉》은 2021년에 개봉한 대한민국의 영화이다.

## 캐스팅
- 신재범 : 윤지후 역
- 임정민 : 이환 역
- 고태진 : 요한 역
- 최기범 : 정재 역
- 김상원 : 필립 역
- 전승훈 : 다니엘 역
- 이정훈 : 승윤 역
- 문만승 : 만승 역
- 오승호 : 상윤 역
- 정하루 : 태민 역
- 손태양 : 한별 역
- 나현민 : 현민 역
- 정정훈 : 태경 역
- 송은석 : 서태일 역
- 정재현 : 이루 역
- 김동현 : 성훈 역
- 윤현수 : 건 역
- 이성민 : 강인 역
- 장민준 : 성빈 역
- 고관재 : 요한 삼촌 역
- 신아정 : 요한 삼촌 여친 역
- 김유모리 : 보라 역
- 조채영 : 시아 역
- 박진이 : 꽃진 역
- 김보아라 : 아라 역
- 엄담희 : 담희 역
- 이채윤 : 채윤 역
- 권오철 : 동휘 역
- 김환 : 강우 역
- 서동오 : 인화대학교 체육과 짱 역
- 전용운 : 인화대학교 체육과생 1 역
- 이충식 : 인화대학교 체육과생 2 역
- 이주원 : 인화대학교 체육과생 3 역
- 박경모 : 인화대학교 체육과생 4 역
- 이희자 : 요한 엄마 역
- 최형석 : 카페 손님 역
- 전근하 : 이루 패거리 1 역
- 배성원 : 이환 패거리 역
- 김병환 : 이환 패거리 역
- 박창현 : 이환 패거리 역
- 이혜성 : 이환 패거리 역
- 강정욱 : 워커 패거리 역
- 이태희 : 워커 패거리 역
- 신서우 : 워커 패거리 역
- 고재영 : 워커 패거리 역
- 문지현 : 승윤 패거리 역
- 전효섭 : 승윤 패거리 역
- 이창화 : 승윤 패거리 역
- 구본혁 : 승윤 패거리 역
- 최혁균 : 승윤 패거리 역
- 박성도 : 이루 패거리 역
- 김범수 : 이루 패거리 역
- 강승주 : 이루 패거리 역
- 백성배 : 이루 패거리 역

## 같이 보기
- 2021년 대한민국의 영화 목록